# Mariusz Zganiacz
Mariusz Daniel Zganiacz (ur. 31 stycznia 1984 w Wodzisławiu Śląskim) – polski piłkarz grający na pozycji pomocnika. Karierę rozpoczął w Czarnych Gorzyce, następnie występował w SMS-ie Zabrze, Odrze Opole i Odrze Wodzisław Śląski, z której trampkarzami zdobył mistrzostwo Śląska. W 2001 testowany był przez Polonię Warszawa, ale ostatecznie trafił do innego stołecznego zespołu – Legii. W jej barwach zadebiutował w I lidze, jednak brak miejsca w podstawowym składzie spowodował, że w sezonie 2003/2004 został wypożyczony do Świtu Nowy Dwór Mazowiecki. Później przez półtora roku grał w Odrze Wodzisław Śląski, a w styczniu 2006 trafił do Korony Kielce. Wywalczył w niej miejsce w pierwszej jedenastce, choć początkowo rywalizował o nie z doświadczonym Arkadiuszem Bilskim. Jako jeden z niewielu nie odszedł z kieleckiego zespołu po spadku drużyny do nowo utworzonej I ligi. 31 grudnia 2009 jego kontrakt z Koroną wygasł i nie został przedłużony. W styczniu 2010 podpisał półtoraroczną umowę z Piastem Gliwice. W przerwie zimowej sezonu 2013/2014 odszedł za porozumieniem stron z Piasta podpisując dwuletnią umowę z GKS-em Tychy.
Mariusz Zganiacz regularnie występował w młodzieżowych reprezentacjach Polski, a trener Michał Globisz uznał go za najlepszego zawodnika turnieju eliminacyjnego do mistrzostw Europy drużyn do lat 19, który odbył się w Skandynawii. W zespole U-21 zadebiutował w spotkaniu z Łotwą, w którym strzelił też swojego pierwszego gola. Później był podstawowym zawodnikiem kadry do lat 21 i rozegrał w niej kilkanaście meczów.

## Kariera klubowa
Pierwsze piłkarskie treningi Zganiacz rozpoczął w zespole trampkarzy Czarnych Gorzyce. W wieku 10 lat był wyróżniającym się zawodnikiem, mimo iż rywalizował z chłopcami starszymi od siebie. Występował zawsze w koszulce z numerem dziesiątym, tak jak jego ówczesny idol Gheorghe Hagi z Rumunii. W 1997 utalentowany zawodnik trafił do Odry Wodzisław Śląski. Po tym jak ukończył szkołę podstawową doszło do konfliktu pomiędzy działaczami Czarnych a Wodzisławia na tle finansowym i piłkarz rozpoczął grę w Odrze Opole. Wcześniej jego talent dostrzegł trener kadry regionu śląskiego, Ferdynand Holewa, który wysłał go do zabrzańskiego SMS-u, gdzie zawodnik był szkolony przez dwa lata.

### Legia Warszawa i Świt Nowy Dwór Mazowiecki
Wiosną 2001 Zganiacz powrócił do Gorzyc, a latem przebywał na testach w Polonii Warszawa, której nie został jednak zawodnikiem. Wkrótce potem pojawiła się oferta ze stołecznej Legii, która wypożyczyła go na rok. W sezonie 2001/2002 był czołową postacią trzecioligowych rezerw, dlatego też trener Dragomir Okuka dał mu szansę zaprezentowania swoich umiejętności w pierwszym zespole. Wystąpił więc w końcówkach półfinałowych meczów pucharu Ligi z RKS-em Radomsko oraz w drugim spotkaniu finału tych rozgrywek, w którym Legia pokonała Wisłę Kraków. W lipcu 2002 klub z Warszawy wykupił Zganiacza za 120 tys. złotych.
W sezonie 2002/2003 Zganiacz zadebiutował w I lidze oraz europejskich pucharach. Na krajowych boiskach po raz pierwszy zagrał 3 sierpnia 2002 w meczu z Dyskobolią Grodzisk Wielkopolski, zmieniając w 86. minucie Dariusza Dudka. Debiut w Lidze Mistrzów zaliczył cztery dni później podczas zremisowanego 1:1 pojedynku z Vardarem Skopje. Wystąpił także w końcówce spotkania z Barceloną, przegranego przez stołeczny klub 0:1 po golu Mendiety. Łącznie rozegrał 10 meczów, jednak w żadnym z nich nie wyszedł w podstawowym składzie. Pomimo dużej rywalizacji w zespole czuł się w nim dobrze i nie myślał o odejściu. Przed kolejnym sezonem Zganiacz przygotowywał się ze swoją drużyną na zgrupowaniu we Francji, jednak w sierpniu został wypożyczony do Świtu Nowy Dwór Mazowiecki, w którym miał nabrać doświadczenia, by w przyszłości stać się podstawowym rozgrywającym Legii. W jego barwach strzelił pierwszego gola w I lidze. Uczynił to w kwietniowym meczu z Górnikiem Łęczna, a bramka ta dała Świtowi wygraną. Była także ozdobą tego spotkania – strzałem z powietrza z ok. 18 metrów Zganiacz nie dał szans bramkarzowi rywali, Robertowi Mioduszewskiemu.

### Odra Wodzisław Śląski
Po zakończeniu sezonu, w którym Świt zajął przedostatnie, 13. miejsce, Zganiacz powrócił do Legii i podjął rozmowy w sprawie swojej przyszłości w stołecznym klubie. Ustalono, że nie ma wielkich szans na występy w pierwszym zespole. Miał zostać wypożyczony do Odry Wodzisław Śląski, ale ostatecznie przeszedł do niej na zasadzie transferu definitywnego, podpisując 2,5-letni kontrakt. Zadebiutował w niej w przegranym 1:2 meczu z Amicą Wronki, w którym wystąpił w drugiej połowie. Następnie jednak regularnie pojawiał się w podstawowym składzie, a jego dwa gole w barażowym meczu z Widzewem Łódź w dużej mierze przyczyniły się do pozostania Odry w I lidze. W rundzie jesiennej kolejnego sezonu wystąpił łącznie w 21 spotkaniach oraz zdobył jednego gola w wygranym 3:0 pojedynku z GKS-em Bełchatów. Po jej zakończeniu Zganiacz został wybrany przez internautów Piłkarskim Królem Wodzisławia AD 2005.

### Korona Kielce i Piast Gliwice
W styczniu 2006 Zganiacz podpisał czteroletni kontrakt z beniaminkiem Orange Ekstraklasy, Koroną Kielce. Zadebiutował w niej 7 marca w wygranym po dogrywce 3:0 meczu z Legią Warszawa, rozegranym w ramach pucharu Polski. Pierwszego gola zdobył natomiast w kończącym ligowe zmagania pojedynku przeciwko Dyskobolii Grodzisk Wielkopolski. W rundzie wiosennej o miejsce w podstawowym składzie walczył z doświadczonym Arkadiuszem Bilskim, który latem 2006 zakończył piłkarską karierę. W sezonie 2006/2007 Zganiacz zagrał łącznie w 40 meczach i strzelił sześć goli, głównie z rzutów karnych. Wraz ze swoim klubem dotarł także do finału pucharu Polski, w którym Korona spotkała się z Dyskobolią Grodzisk Wielkopolski. Kielecka drużyna przegrała 0:2, a Zganiacz w 28. minucie opuścił boisko, gdyż został ukarany przez arbitra drugą żółtą, a w konsekwencji czerwoną kartką. Na początku kolejnych rozgrywek piłkarz nie występował w pierwszej drużynie, zaliczył natomiast mecz Młodej Ekstraklasy z GKS-em Bełchatów, w którym zdobył jedną z dwóch bramek dla swojego zespołu. Później jednak wrócił do podstawowego składu pierwszej drużyny i miejsca w nim nie oddał już do końca. Strzelił ważnego gola w spotkaniu z Górnikiem Zabrze, choć boisko musiał opuścić przedwcześnie, ponieważ dostał czerwoną kartkę. Do siatki rywala trafił także przeciwko Zagłębiu Sosnowiec, przyczyniając się do zwycięstwa 2:0.
1 lipca 2008 roku Wydział Dyscypliny PZPN, mając dowody dostarczone przez prokuraturę we Wrocławiu („ustawienie” 14 meczów w sezonie 2003/2004), ukarał Koronę degradacją o jedną klasę rozgrywkową. Dodatkowo klub z Kielc zapłacił 70 tys. zł. grzywny. Poprzednia decyzja WD PZPN mówiła także o rozpoczęciu nowego sezonu z 7 punktami ujemnymi, jednak po odwołaniu się władz klubu od tej decyzji, WD postanowił cofnąć tę karę. Korona Kielce wystartowała do nowego sezonu z zerowym bilansem punktowym. Klub złożył kolejne odwołanie od decyzji WD PZPN, tym razem do Trybunału Arbitrażowego przy PKOl (TA). 6 sierpnia 2008 TA oddalił apelację Korony, tym samym karna degradacja klubu do I ligi w sezonie 2008/09 stała się faktem. Z zespołu odeszło wielu podstawowych zawodników, jednak Zganiacz pozostał w nim. W rundzie jesiennej wraz z Cezarym Wilkiem tworzył parę środkowych pomocników. W pierwszych wiosennych meczach również był podstawowym graczem. Pod koniec jednego z treningów odniósł kontuzję, z powodu której przez dłuższy czas był wyłączony z gry. Po jej wyleczeniu znowu wszedł do wyjściowej jedenastki i nie oddał w niej miejsca już do końca sezonu.
Korona po zwycięstwie w ostatniej kolejce nad Dolcanem Ząbki zajęła trzecie miejsce i uzyskała prawo gry w barażach, które jednak zostały odwołane. 15 lipca, dzięki decyzji Komisji ds. Nagłych PZPN, kielecka drużyna bezpośrednio awansowała do Ekstraklasy. Zganiacz w pierwszych pięciu meczach sezonu 2009/2010 występował w pierwszym składzie swojego klubu. Wszystko jednak zmieniło się po przyjściu do zespołu Aleksandara Vukovicia. Stracił miejsce w podstawowej jedenastce, a do tego swoją szansę znakomicie wykorzystał Cezary Wilk. Od spotkania z Odrą Wodzisław Śląski na boisku pojawiał się coraz rzadziej. Pod koniec 2009 jego menadżer prowadził rozmowy z władzami Korony na temat przedłużenia kontraktu. Zakończyły się one niepowodzeniem i 31 grudnia 2009 Zganiacz stał się wolnym zawodnikiem. Otrzymał propozycje gry w Odrze Wodzisław Śląski, Polonii Bytom, Górniku Zabrze, Arce Gdynia oraz Piaście Gliwice. Z tym ostatnim zespołem doszedł do porozumienia i 4 stycznia 2010 podpisał z nim półtoraroczną umowę. W nowym zespole szybko wywalczył sobie miejsce w podstawowym składzie, ale nie uchronił go przed spadkiem do I ligi. W sezonie 2011/2012 wywalczył z Piastem awans do Ekstraklasy.

## Kariera reprezentacyjna
Mariusz Zganiacz od 15. roku życia regularnie występował w juniorskich i młodzieżowych reprezentacjach Polski. We wrześniu 2002 został uznany przez trenera Michała Globisza najlepszym graczem turnieju eliminacyjnego do Mistrzostw Europy drużyn do lat 18. W wywiadzie opublikowanym na łamach „Sportu” trener opowiedział o turnieju, pochwalił blok defensywny swojego zespołu i Zganiacza – dodając przy tym, że nie było lepszych od niego. Kilka miesięcy później ten sam szkoleniowiec w rozmowie z „Przeglądem Sportowym” przyznał, że na turnieju kwalifikacyjnym w Szwecji do Mistrzostw Europy U-19, w którym Polska zajęła pierwsze miejsce, wyprzedzając w swojej grupie Szwecję (remis 0:0), Chorwację (zwycięstwo 1:0) oraz Białoruś (1:0), to Zganiacz zrobił największe postępy i był bezwzględnie najlepszym graczem imprezy. Opisał go jako gracza bardzo ofensywnego i świetnie prowadzącego grę.
Do reprezentacji Polski do lat 21 Zganiacz po raz pierwszy został powołany w październiku 2002 przez trenera Edwarda Klejndinsta. Został desygnowany na mecz eliminacji młodzieżowych mistrzostw Europy z Łotwą. Na boisku pojawił się w 79. minucie, zmieniając Łukasza Madeja. Pod koniec spotkania po rzucie rożnym wykonywanym przez Sebastiana Milę piłkę do Zganiacza zagrał Łukasz Garguła. Zganiacz uderzył mocno, a piłka po odbiciu się od jednego z Łotyszy wpadła do bramki. Gol ten ustalił wynik pojedynku na 3:0 dla Polski. W listopadzie Zganiacz zagrał w podstawowym składzie kadry U-20 w meczu przeciwko Białorusi. Boisko opuścił w 35. minucie, gdy wszedł za niego Karol Gregorek. W marcu 2003 zdobył bramkę dla reprezentacji U-19 w spotkaniu z Hiszpanią, przyczyniając się do zwycięstwa 2:1.
Na początku czerwca 2003 trener reprezentacji Polski do lat 20, Władysław Żmuda, podał skład kadry na turniej we francuskim Tulonie. Znalazł się w nim Zganiacz. Impreza zakończyła się dla Polaków nieudanie – nie zdołali wygrać ani zremisować żadnego meczu, wszystkie cztery przegrali, a sam Zganiacz grał przeciętnie. W sierpniu wystąpił w towarzyskim pojedynku z Czechami, a po jego golu z rzutu karnego polski zespół prowadził 1:0. Przegrał jednak, a bramka Zganiacza okazała się honorową. Następnie regularnie grał w reprezentacji U-21, występując m.in. w pojedynkach z Austrią czy Walią. Ostatni raz w barwach narodowych wybiegł we wrześniu 2006, podczas przegranego 0:2 meczu z Portugalią, który pozbawił biało-czerwonych możliwości ubiegania się o grę w finałach mistrzostw Europy tej kategorii wiekowej.

## Sukcesy

### Drużynowe

#### Legia Warszawa
- Puchar Ligi Polskiej (1): 2002

#### Piast Gliwice
- Mistrzostwo I ligi (1): 2011/2012

## Statystyki
Aktualne na 15 czerwca 2019:
| Klub                      | Sezon              | Liga               | Liga  | Liga   | Puchar kraju | Puchar kraju | Europa | Europa | Inne  | Inne   | Suma  | Suma   |
| Klub                      | Sezon              | Liga               | Mecze | Bramki | Mecze        | Bramki       | Mecze  | Bramki | Mecze | Bramki | Mecze | Bramki |
| ------------------------- | ------------------ | ------------------ | ----- | ------ | ------------ | ------------ | ------ | ------ | ----- | ------ | ----- | ------ |
| Legia Warszawa            | 2001/2002 w        | Ekstraklasa        | 0     | 0      | 0            | 0            | –      | –      | 3     | 0      | 3     | 0      |
| Legia Warszawa            | 2002/2003          | Ekstraklasa        | 7     | 1      | 1            | 0            | 2      | 0      | –     | –      | 10    | 0      |
| Legia Warszawa            | Ogólnie            | Ogólnie            | 7     | 0      | 1            | 0            | 2      | 0      | 3     | 0      | 13    | 0      |
| Świt Nowy Dwór Mazowiecki | 2003/2004          | Ekstraklasa        | 20    | 1      | 0            | 0            | –      | –      | –     | –      | 20    | 1      |
| Świt Nowy Dwór Mazowiecki | Ogólnie            | Ogólnie            | 20    | 1      | 0            | 0            | 0      | 0      | 0     | 0      | 20    | 1      |
| Odra Wodzisław Śląski     | 2004/2005          | Ekstraklasa        | 22    | 1      | 2            | 0            | –      | –      | 2     | 2      | 26    | 3      |
| Odra Wodzisław Śląski     | 2005/2006 j        | Ekstraklasa        | 16    | 1      | 5            | 0            | –      | –      | –     | –      | 21    | 1      |
| Odra Wodzisław Śląski     | Ogólnie            | Ogólnie            | 38    | 2      | 7            | 0            | 0      | 0      | 2     | 2      | 47    | 4      |
| Korona Kielce             | 2005/2006 w        | Ekstraklasa        | 11    | 1      | 3            | 0            | –      | –      | –     | –      | 14    | 1      |
| Korona Kielce             | 2006/2007          | Ekstraklasa        | 29    | 5      | 6            | 0            | –      | –      | 5     | 1      | 40    | 6      |
| Korona Kielce             | 2007/2008          | Ekstraklasa        | 24    | 2      | 2            | 0            | –      | –      | 2     | 0      | 28    | 2      |
| Korona Kielce             | 2008/2009          | I liga             | 23    | 0      | 0            | 0            | –      | –      | –     | –      | 23    | 0      |
| Korona Kielce             | 2009/2010 j        | Ekstraklasa        | 13    | 0      | 2            | 0            | –      | –      | –     | –      | 15    | 0      |
| Korona Kielce             | Ogólnie            | Ogólnie            | 100   | 8      | 13           | 0            | 0      | 0      | 7     | 1      | 120   | 9      |
| Piast Gliwice             | 2009/2010 w        | Ekstraklasa        | 13    | 0      | 0            | 0            | –      | –      | –     | –      | 13    | 0      |
| Piast Gliwice             | 2010/2011          | I liga             | 23    | 0      | 0            | 0            | –      | –      | –     | –      | 23    | 0      |
| Piast Gliwice             | 2011/2012          | I liga             | 27    | 0      | 0            | 0            | –      | –      | –     | –      | 27    | 0      |
| Piast Gliwice             | 2012/2013          | Ekstraklasa        | 17    | 1      | 3            | 0            | –      | –      | –     | –      | 20    | 1      |
| Piast Gliwice             | 2013/2014 j        | Ekstraklasa        | 5     | 0      | 0            | 0            | –      | –      | –     | –      | 5     | 0      |
| Piast Gliwice             | Ogólnie            | Ogólnie            | 85    | 1      | 3            | 0            | 0      | 0      | 0     | 0      | 88    | 1      |
| GKS Tychy                 | 2013/2014 w        | I liga             | 15    | 0      | 0            | 0            | –      | –      | –     | –      | 15    | 0      |
| GKS Tychy                 | 2014/2015          | I liga             | 11    | 1      | 1            | 0            | –      | –      | –     | –      | 12    | 1      |
| GKS Tychy                 | 2015/2016          | II liga            | 25    | 2      | 1            | 0            | –      | –      | –     | –      | 26    | 2      |
| GKS Tychy                 | 2016/2017 j        | I liga             | 0     | 0      | 2            | 0            | –      | –      | –     | –      | 2     | 0      |
| GKS Tychy                 | Ogólnie            | Ogólnie            | 51    | 3      | 4            | 0            | 0      | 0      | 0     | 0      | 55    | 3      |
| ROW 1964 Rybnik           | 2016/2017 w        | II liga            | 13    | 2      | 0            | 0            | –      | –      | –     | –      | 13    | 2      |
| ROW 1964 Rybnik           | 2017/2018          | II liga            | 17    | 0      | 0            | 0            | –      | –      | –     | –      | 17    | 0      |
| ROW 1964 Rybnik           | Ogólnie            | Ogólnie            | 30    | 2      | 0            | 0            | 0      | 0      | 0     | 0      | 30    | 2      |
| Odra Wodzisław Śląski     | 2018/2019          | Klasa okręgowa     | 26    | 2      | 5            | 1            | –      | –      | –     | –      | 31    | 3      |
| Odra Wodzisław Śląski     | Ogólnie            | Ogólnie            | 26    | 2      | 5            | 1            | 0      | 0      | 0     | 0      | 31    | 3      |
| Ogólnie w karierze        | Ogólnie w karierze | Ogólnie w karierze | 357   | 19     | 33           | 1            | 2      | 0      | 12    | 3      | 404   | 23     |